# 담양 오룡리 석불입상
담양 오룡리 석불입상(潭陽 五龍里 石佛立像)은 대한민국 전라남도 담양군 무정면 오룡리에 있는 고려시대의 석불이다. 1998년 2월 5일 전라남도의 유형문화재 제192호로 지정되었다.

## 개요
전라남도 담양군 무정면 오룡리 외당 마을 동쪽으로 1km가량 떨어져 있는 도로변에 위치하고 있는 불상이다. 하나의 돌에 불신과 광배(光背)를 돋을새김하여 표현하였다. 불상 주위에서 옛 기와조각이 발견된 것으로 보아 이곳이 예전에 절터였음을 알 수 있다. 전하는 말에 의하면 고려시대에 몽고군과 싸우다가 죽은 승려들의 넋을 기리기 위해 만든 불상이라고 한다.
이 불상에서 특이할 만한 것은 두툼한 입술인데, 이런 표현은 고려시대 유행한 지방화된 불상 양식 중 전라남도 지방에서 많이 나타나는 것이다. 옷은 양 어깨에 걸쳐 입고 있으며 옷자락은 U자형의 주름을 이루면서 다리 밑까지 매우 형식적으로 표현되었다. 손은 왼손을 들고 오른손을 내려 몸에 바짝 붙이고 있는데, 일반적인 불상의 손모양과는 반대로 표현되었다. 불상이 서 있는 대좌(臺座)는 자연석을 약간 다듬은 긴 타원형으로 윗면을 평평하게 하여 불상을 끼워 넣고 있다.
사각형에 가까운 얼굴, 짧은 목, 형식화된 옷자락 등에서 고려 중기 이후에 만들어진 불상으로 추정된다.

## 참고 자료
- 담양오룡리석불입상 - 국가유산청 국가유산포털